# Jurij Gusow
Jurij Sołtanbekowicz Gusow (ose. Гусаты Солтанбекы фырт Юрий; ros. Юрий Солтанбекович Гусов; ur. 18 marca 1940 we Władykaukazie, zm. 8 marca 2002 tamże) – radziecki zapaśnik, osetyjskiego pochodzenia, walczący w stylu wolnym. Olimpijczyk z Monachium 1972, gdzie odpadł w eliminacjach w kategorii do 74 kg.
Mistrz świata w 1971. Złoty medalista mistrzostw Europy w 1969; drugi w 1968 roku.
Mistrz ZSRR w 1967, 1968 i 1970; drugi w 1963 i 1964; trzeci w 1962, 1966 i 1972 roku. Zakończył karierę w 1973 roku. Był trenerem reprezentacji ZSRR.